# Razdrto Tuheljsko
 Razdrto Tuheljsko  falu Horvátországban Krapina-Zagorje megyében. Közigazgatásilag Kumrovechez tartozik.

## Fekvése
Zágrábtól 40 km-re északnyugatra, községközpontjától 3 km-re keletre, a Horvát Zagorje északnyugati részén fekszik.

## Története
A településnek 1857-ben 65, 1910-ben 241 lakosa volt. Trianonig Varasd vármegye Klanjeci járásához tartozott. A településnek 2001-ben 125 lakosa volt.

## Külső hivatkozások
Kumrovec község hivatalos oldala